# Longto
Die Sprache Longto (ISO 639-3: wok; auch boko, gobeyo, longa, longbo, lonto, voko, woko) ist eine Niger-Kongo-Sprache aus der Gruppe der Adamaua-Sprachen und wird von insgesamt 2.400 Personen in der Kameruner Provinz Nord gesprochen.
Longto ist der einzige Vertreter der Untergruppe Voko, die mit den Sprachgruppen Vere-Dowayo (5 Sprachen) und Kutin (1 Sprache) die Sprachgruppe der Voko-Dowayo-Sprachen bildet.

## Einzelsprache
1. ↑  wok
2. ↑  (1982 SIL)
3. ↑  Ethnologue (16th)